# 1656
1656 (MDCLVI) fue un año bisiesto comenzado en sábado, según el calendario gregoriano.

## Acontecimientos
- 16 de julio: en Valenciennes (Francia), las tropas españolas de Juan José de Austria derrotan a las francesas de  Henri de Turenne en la batalla de Valenciennes.
- 20 de julio: en Ámsterdam (Países Bajos), el pintor neerlandés Rembrandt (quien cinco días antes había cumplido los 50 años) es declarado en quiebra. Su casa (que había comprado en 1639), su colección de arte y todo el equipo de su estudio son vendidos a los acreedores.
- 19 de septiembre: frente a las costas de Cádiz (España), la flota del marino británico Richard Stayner ataca la flota de Indias española en la batalla naval de Cádiz.

## Arte y literatura

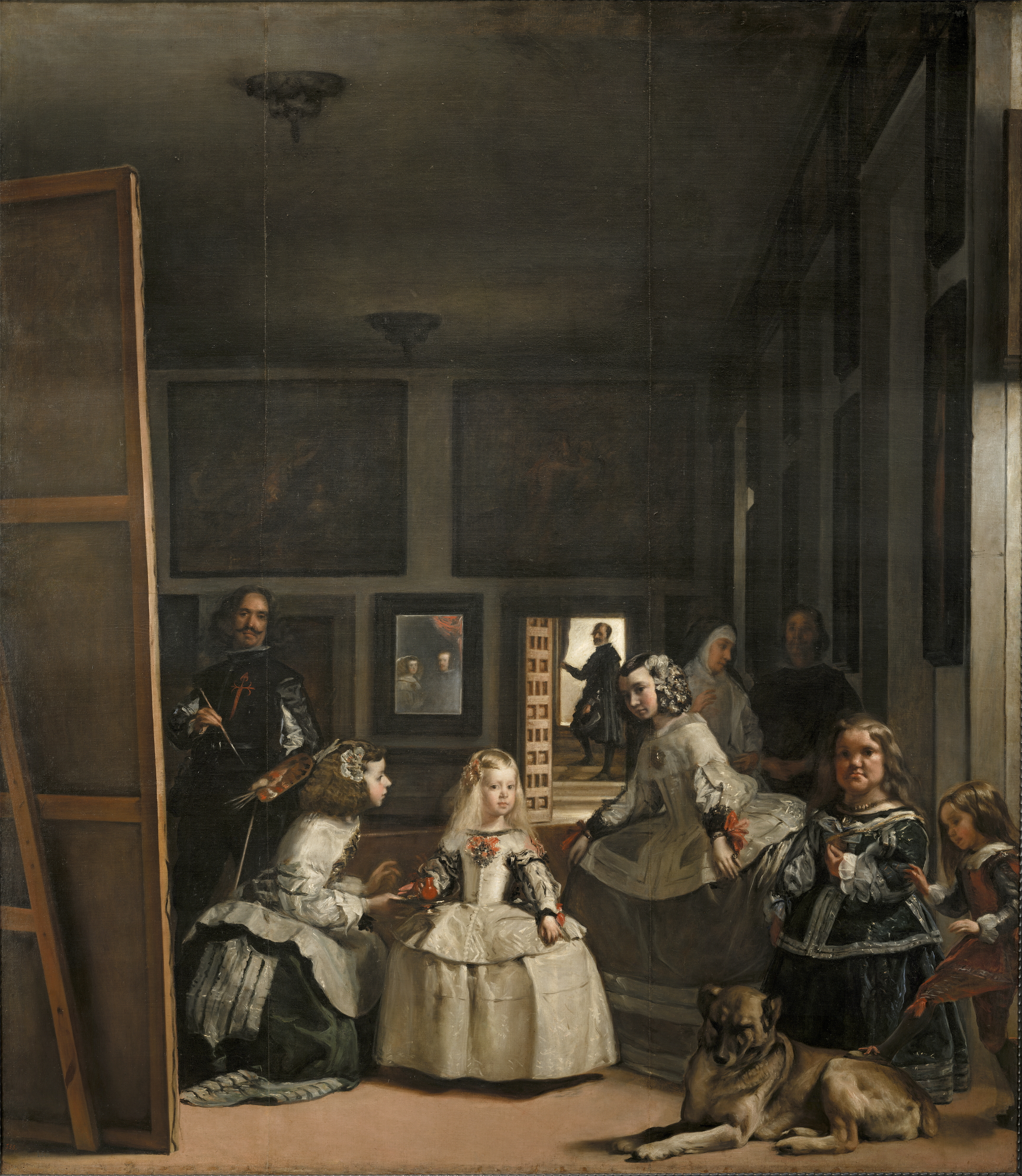
Las Meninas.

- 23 de enero: Blaise Pascal comienza a escribir sus Cartas provinciales en defensa de jansenista Antoine Arnauld.
- Velázquez termina el cuadro La familia de Felipe IV (Las meninas).
- Pedro de Mena termina a la Inmaculada de Alhendín.
- Alonso Cano termina a la Inmaculada del Facistol de la Catedral de Granada.

## Ciencia y tecnología
- Christiaan Huygens inventa el reloj de péndulo.

## Nacimientos
- 25 de abril: Giovanni Antonio Burrini, pintor italiano (f. 1727).
- 28 de mayo Antonio Florián de Liechtenstein, príncipe liechtensteiniano (f. 1721).
- 31 de mayo: Marín Marais, intérprete de viola da gamba, y compositor francés (f. 1728).
- 30 de junio: José Ibáñez, pintor barroco español (f. 1694).
- 5 de julio: John Hamilton, terrateniente y político escocés (f. 1708).
- 6 de septiembre: Guillermo Dubois, político francés (f. 1723).
- 8 de septiembre: Luisa Roldán, escultora barroca española (f. 1706).
- 11 de septiembre: Ulrica Leonor de Dinamarca, reina sueca (f. 1693).
- 12 de octubre: Juan de Goyeneche, editor, periodista y político español (f. 1735).
- 20 de octubre: Nicolas de Largillière, pintor clasicista francés (f. 1746).
- 29 de octubre: Edmond Halley, científico inglés (f. 1742).
- Robert de Cotte, arquitecto francés (f. 1735).

## Fallecimientos
- 3 de enero: Mathieu Molé, hombre de estado francés (n. 1584).
- 21 de marzo: James Ussher, arzobispo anglicano irlandés (n. 1581).
- 27 de abril: Gerard van Honthorst, pintor caravaggista flamenco (n. 1590).
- 27 de abril: Jan van Goyen, paisajista neerlandés (n. 1596).
- 15 de julio: Marco Aurelio Severino, médico italiano (n. 1580).
- 6 de noviembre: Juan IV de Portugal, aristócrata portugués, primer rey de la dinastía de Braganza (n. 1604).
- 28 de diciembre: Laurent de La Hyre, pintor barroco francés (n. 1606).
- Andrea Bolgi, escultor italiano. (n. 1605).
- Hernando Domínguez Camargo, escritor colombiano. (n. 1606).
- Francisco Herrera el Viejo, pintor y grabador español del Siglo de Oro. (n. 1576).